# میشکو اول
میشکو اول (به لهستانی: Mieszko I) ‏ (۹۳۰ – ۲۵ مه ۹۹۲) دوک لهستان از ۹۶۰ تا زمان مرگش بود. او عضوی از دودمان پیاسْت و پسر شیمومیسو و پدر بولِسواو اول (ملقب به دلیر و نخستین شاه لهستان) بود.
میشکو اول را نخستین شاه و مؤسس کشوری مستقل به نام لهستان دانسته‌اند. او سیاست پدر و پدربزرگش (شیمومیسو و لِستِک) را ادامه داد که هر دو رؤسای قبایل ملحد در لهستان امروزی بودند. اگرچه، قدرت نظامی میشکو بسیار زیاد بود اما وی در نخستین سال‌های فرمانروایی خویش، زیردست و مطیع دولت‌های کویاویا، گدانسک پومرانی و مازویا بود. میشکو اول در بیشتر دوران حکومتش، درگیر جنگ بر سر تسلط بر پومرانی غربی بود؛ جنگی که سرانجام با پیروزی او و گسترش قلمرو لهستان تا جنوب ناحیه اودر انجامید. میشکو در آخرین سال‌های عمرش، به بوهم حمله کرد و سیلزیا را تصرف کرد.
او تحت تأثیر همسر مسیحی‌اش، به مسیحیت گروید. واقعه‌ای که در تاریخ لهستان به باپتیسم لهستان معروف است. میشکو سیاستمداری زبردست و فرماندهی شجاع بود. او با موفقیت از دیپلماسی استفاده می‌کرد. او برای منافع لهستان حاضر بود با دشمنان سابق خود نیز متحد شود. در هنگام مرگش، میشکو سرزمینی را برای پسرانش باقی گذارد که جایگاه والایی در اروپا داشت و صاحب قلمروِ عظیمی بود.